# Aklasis Ežeras

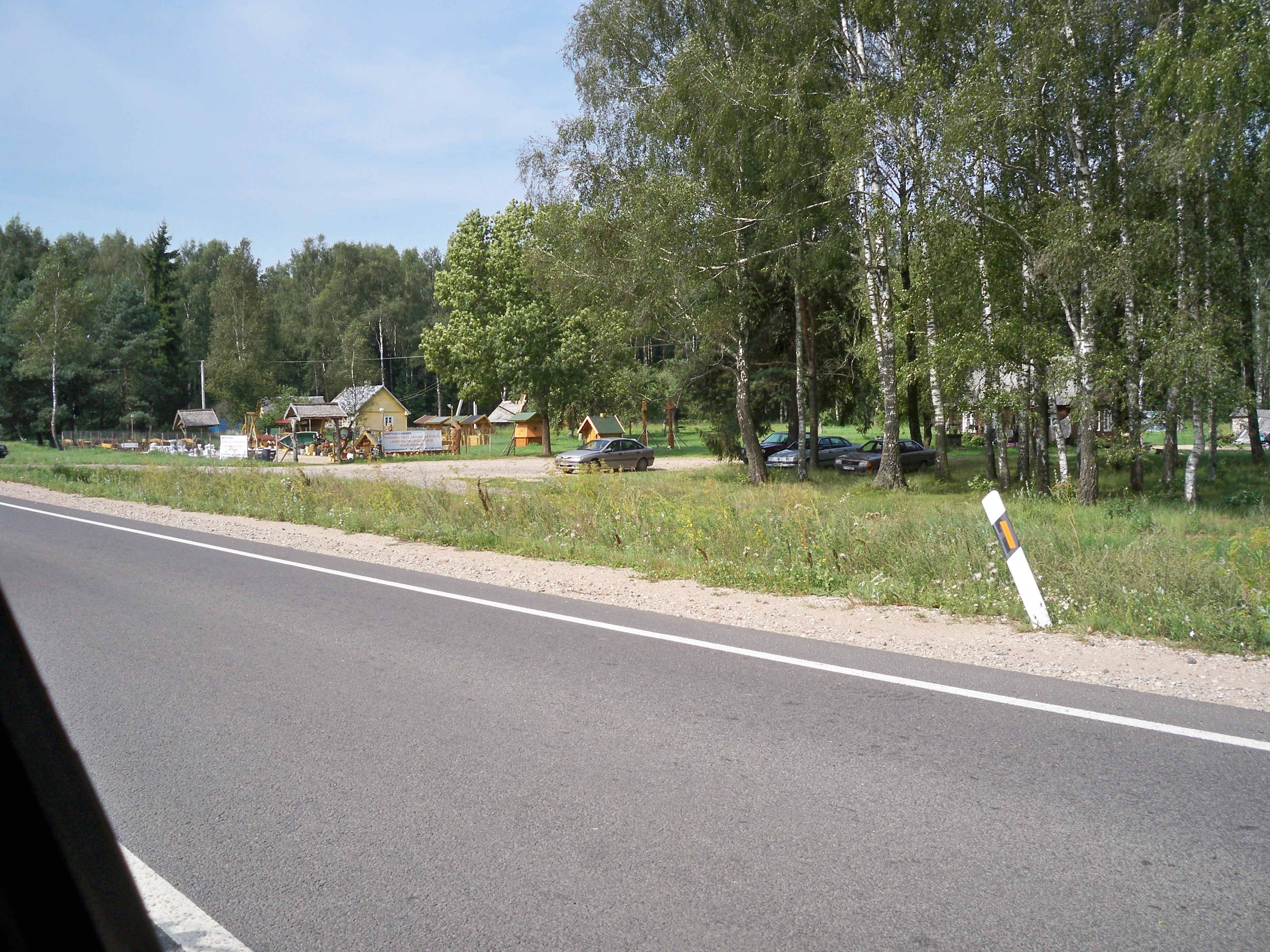

Aklasis Ežeras (dt. 'blinder See') ist ein Dorf in Litauen, im Amtsbezirk Šilai, in der Rajongemeinde Jonava (Bezirk Kaunas), 12 km nordöstlich von der Stadt Jonava, an der Fernstraße A6 (Kaunas–Zarasai–Daugpilis). Aklasis Ežeras ist ein Zentrum des Unteramtsbezirks (Seniūnaitija). Im Dorf befindet sich der Sitz der Försterei Pageležiai (Oberförsterei Jonava). Im Dorf leben 105 Einwohner (2011). 1959 gab es 393 Einwohner (1970 etwa 300 und 1984 nur 136).